# José Correa
José Correa, né le 4 février 1950 à Fédala (Maroc), est un peintre, illustrateur et écrivain français.

## Biographie
Les parents de José Correa sont portugais. Venant du Maroc, il arrive en France encore mineur et rencontre aux « Fougères », près de Brantôme, l’auteur et peintre François Augiéras qui l’initie à la peinture.
Périgourdin d’adoption, passionné de musique et de littérature, il participe, comme peintre, à une première exposition dès dix-huit ans, en juillet 1968, à Brantôme.
Il commence par dessiner pour la revue Fiction, puis réalise de nombreuses affiches ou portraits d'écrivains : Miller, Camus, Giono, Maupassant... et de musiciens : Lionel Hampton, Barney Wilen, Léo Ferré, Brassens. Dans les années 1970, il illustre plusieurs livres érotiques dont « Les Branches dans les chambres » de Jacques Abeille. Il a également réalisé des costumes et des décors de théâtre pour des œuvres de Marguerite Duras, Brecht ou Jean Genet. En 2004, à l’occasion du 150e anniversaire d’Arthur Rimbaud, le Musée Rimbaud de Charleville-Mézières lui commande une exposition et un livre sur le poète.
Flâneur aquarelliste, il plante son chevalet dans la nature, de la Provence à la Bretagne, du Périgord à la Toscane. Ses aquarelles, dont il est un spécialiste, illustrent les livres de ses périgrénations. Installé en Périgord, à Coulounieix-Chamiers, sur les bords de l’Isle, il expose aujourd’hui ses peintures en France et à l'étranger (San Francisco, Osaka, Londres, Berlin...) Il se distingue particulièrement comme illustrateur de nombreux ouvrages dont certains sur des textes dont il est l’auteur.
Depuis 2010, il est membre titulaire de l'Académie des Lettres et des Arts du Périgord.

## Ouvrages illustrés par José Correa
- Errances, de Bernard Saillon, Phalène, ?.
- Boé cirque Boé, imprimerie Réjou, ?.
- Les Branches dans les chambres, Jacques Abeille , 1984.
- Chère, de Pierre Vandrepote, Phalène, 1986.
- Vipère au poing, d'Hervé Bazin, Pierre de Tartas, 1986.
- Marilyn je t’aime, collectif, Vent d’Ouest, 1986.
- José Correa, préface de Paul Placet, Dalix, 1987.
- Orientalides, de Dominique Beaumont, PLB, 1987.
- Carina et ses chats, de Jean-Jacques Dallemand, Imprimerie moderne, 1993.
- Le Chêne et le roseau, de Jean de La Fontaine, boîtier CD, Festival de Jean de La Fontaine à Château-Thierry, 1993.
- Gora Pilota, de Michel Renard, Rovel, 1993.
- 1944 en Dordogne, de Jacques Lagrange, Pilote 24, 1993.
- Yves Guéna, face et profils, de Jacques Lagrange, Pilote 24, 1994.
- Terres de Périgord, de Joan-Pau Verdier et Peter Hackett, Imprimerie moderne, 1998.
- Le Pays du Périgord noir, de Gérard Fayolle, La Lauze, 2000.
- La Vallée de la Dordogne, de Gérard Fayolle, La Lauze, 2000.
- La Vallée de la Vézère, de Gérard Fayolle), La Lauze, 2000.
- Périgueux à fleur d’âme, de Michel Testut, La Lauze, 2000.
- Léo Ferré une mémoire  graphique, d'Alain Fournier et Jacques Layani, La Lauze, 2000  (réédition, 2003 sous le titre « Léo Ferré, je vous vois encore... » ; groupé avec « Léo Ferré, portraits », 2005).
- Georges Brassens, boulevard du temps qui passe, avec Jean Bonnefon, La Lauze, 2001.
- Château de Chabans, de Guy Penaud, La Lauze, 2001.
- Joan Pau Verdier – Vingt ans après, livret de Joan-Pau Verdier, 2001.
- Laissez pleurer les chiens, de Michèle Barbier, La Lauze, 2002.
- Les Croquants, de Jean-Paul Salon, La Lauze, 2002.
- Entre chien et jazz, La Lauze, 2003.
- Le Chat dans le texte, La Lauze, 2003.
- La Cuisine rustique au temps de Jacquou le Croquant, avec Guy Penaud, La Lauze, 2004.
- Rimbaud, Coédition Musée Rimbaud et La Lauze, 2004.
- Raymond Devos, funambule des mots, de Jean Dufour), L’Archipel, 2005.
- Châteaux en Périgord – L’Esprit des pierres, avec Michel Testut et Guy Penaud, La Lauze, 2005.
- Tout va bien, préface d'Éric Tarrade, La Lauze/La Suite dans les idées, 2005.
- Mouiller l’encre - La Rochelle – Ile de Ré, La Lauze, 2005.
- Léo Ferré, portraits, La Lauze, 2005.
- Jardins d’enfants, de Martine Cheval, La Lauze, 2005.
- Sur les traces de Jean Galmot, de Michel Dupuy, La Lauze, 2005.
- Mes quatre déesses, de Jean Chalon, La Lauze, 2005.
- Cents ans de chanson française 1905-2005, de Louis-Jean Calvet et Philippe Meyer, Éditions de l’Archipel, 2006.
- Brassens, les copains d’abord, La Lauze, 2006.
- Le Chat entre les lignes, La Lauze, 2006.
- La Cuisine gourmande du Périgord, selon Fulbert-Dumonteil, avec Guy Penaud, La Lauze, 2006.
- L’Aube des troubadours- La Chanson d’Antioche du chevalier Béchaude, de Jean François Gareyte, La Lauze, 2007.
- Augiéras, le maître des Fougères, La Lauze, 2007.
- Le Chat et la Plume, V…comme Verlaine, de Michel Peyramaure, La Lauze, 2007.
- Le Roy à Hautefort, avec Guy Penaud, La Lauze, 2007.
- Léo Ferré', Nocturne, 2007.
- Georges Brassens, Nocturne, 2008.
- Jacques Douai, l’art et le partage, de Jean Dufour, Le Bord de l’eau, 2008.
- Rue de la Muette, de Patrick Ochs, La Lauze, 2008.
- Couleurs de Gironde, 2008, Cairn éditions.
- Calendrier 2009 – Couleurs de Gironde, Cairn Éditions, 2008.
- Le Périgord des mets et des mots, avec Guy Penaud, 2008.
- En attendant l'hiver " (José Correa), La Lauze, 2008.
- Elle, hors commerce.
- Le Cercle du milieu, avec Pablo, hors commerce.
- Céline. Aucune illusion., Alain Beaulet, 2009.
- Erik Satie, BD Music , 2009.
- Ferré souviens toi, préface de François André, La Lauze , 2009.
- Jacques Brel, BD Music , 2010.
- Rimbaud Brothers, Alain Beaulet, 2010.
- Ray Charles, BD Music , 2010.
- Saveurs du Monde, avec Joelle Huth, La Lauze , 2010.
- Charles Aznavour, BD Music , 2010.
- Poète vos papiers, (Léo Ferré), Éditions K.C, 2010.
- L'arrache Vian., Alain Beaulet Editeur, 2011.
- Raconte moi Périgueux, nouvelle édition enrichie , (Martine Balou) , Éditions de la Lauze , 2011.
- Mes plus beaux contes de Provence , (Giono, Pagnol, Mistral...) , Éditions de l'Archipel , 2011.
- Tout est dit , (Jacques Gandon) , BDMUSIC , 2011.
- Impression d'Ardenne par George Sand , (Claudine Bachy) , Éditions du Mont-de-Jeux , 2011.
- Mythologie automobile , (Thomas Morales) , L'Éditeur , 2011.
- Marilyn, les rêves d'un papillon, Alain Beaulet Éditeur , 2012.
- Ella Fitzgerald, BDMUSIC , 2012.
- Epices du monde , (Joelle Huth) , Éditions de la Lauze , 2012.
- Quat'z'arts en Ardenne, Éditions du Mont-de-Jeux , 2012.
- L'incroyable méthode , (Zen et Zono) , Éditions L'Originel , 2012.
- Céline coupé en deux , (Eugène Saccomano) , Éditions Castor Astral , 2012.
- Augiéras 68 et autres nouvelles des étoiles , Éditions Akibooks, 2014
- Illustrer Céline, j'y arriverai pas ..., Alain Beaulet Editeur, 2017
- On peut se tutoyer, Editions AO, 2019
- Carnet de musées, Editions Germes de Barbarie, 2019
- Elles sont, Editions Germes de Barbarie, 2019
- Cinéma de quartier, Alain Beaulet Editeur, 2020
- Les Fleurs du Mal, Baudelaire, Editions Germes de Barbarie, 2020
- Impressions Bassin, Editions Claire Lorrain, 2021
- On se voit dimanche, Editions Germes de Barbarie, 2021
- L.-F. Céline : les années noires, texte de Christophe Malavoy, illustrations de José Correa, L'Observatoire, 2021 (roman illustré).
- Une saison en enfer, Rimbaud, Editions Germes de Barbarie, 2021
- Sparks, Thierry Dauge, Editions du Layeur, 2023